# Fiorina 161
Fiorina 161 (též zvaná Fury) je fiktivní planeta, na které se odehrává děj třetího dílu filmové série Vetřelec.

## Souvislost Fioriny se sérií Vetřelce
Když se Sulaco vrací z orbitu LV-426 na cestu zpět k Zemi, dojde na ní k požáru. Loď proto (podle svých naprogramovaných postupů) kryogenní schránky hybernované posádky přemístí do záchranného modulu a ten vypustí do vesmírného prostoru. Shodou okolností je to blízko místa, kde se v tu chvíli nachází Fiorina 161, takže ta je přitáhne svým gravitačním polem a modul nakonec spadne do moře poblíž kolonie (viz dále).

## Známá data
Fiorina 161 má dýchatelnou atmosféru. Známky života na planetě jsou velmi nepatrné. Není známo, zda na ni vznikl život přirozenou formou, pravděpodobnější však je, že byla teraformována (podobně jako LV-426) a to zřejmě samotnou Weyland-Yutani.
Fiorina je (podle indicií z filmu) planeta zemského typu, tvořená horninami a z části ledem, což naznačuje, že bude přibližně srovnatelná se Zemí i co do její velikosti. Na jejím povrchu se vyskytují (oceány a) moře. Její gravitační zrychlení je porovnatelné s tím zemským. Atmosféra Fioriny je pravděpodobně mnohem tenčí v porovnání se Zemí, neboť během noci teplota při povrchu klesá na mnoho desítek stupňů pod bod mrazu. Toto je pravděpodobně dáno tím, že její terraformace ještě nedospěla do konce. Ve filmu je nepřímo zmíněno, že na Fiorině nastává jakési „období mrazu,“ které trvá 40 dní. Z toho se lze vyvodit dva možné závěry: buď je myšleno 40 pozemských dnů, což by znamenalo, že jeden den na Fiorině 161 trvá 80 pozemských dnů; nebo je dnem myšlen den Fioriny – to by pak znamenalo, že 1 : 40 je poměr mezi rokem a dnem na Fiorině (tedy dobou rotace kolem její osy a dobou oběhu kolem její hvězdy).

## Zařízení na Fiorině
Na Fiorině v minulosti (relativně k ději třetího dílu) byla vybudována těžební a suroviny-zpracovávající kolonie se (soukromým) nápravným zařízením (vězením). Vězni do něj umisťovaní, patří mezi ty největší devianty, kteří sem byli posláni za ty nejhorší delikty. Začali vyznávat náboženství, zmiňované jako „postapokalyptický fundamentalismus“, který je nabádá krotit své psychopatické sklony. Weyland-Yutani na Fiorině taktéž zbudovala ocelárny a vysokou pec celkově s kapacitou kolem 5000 lidí. Pět let před dějem třetího dílu filmu však společnost výrobu i vězení chtěla zavřít. Několik desítek vězňů proti tomu začalo protestovat a chtělo na Fiorině „dožít“ a alespoň udržovat vybudované prostory a vykazovat malou byť podkapacitní produkci, která by vyplnila čas jejich trestu. Neb toto řešení pro společnost znamenalo zisk, bylo jim to nakonec umožněno.

### Kontakt s okolním světem
Kolonie má přilehlou přistávací plochu a základní navigační centrum schopné komunikace se společností. Jednou za 6 měsíců zde přistane nákladní loď, která doplní zásoby, popř. obmění velitele kolonie či strážce, kterému končí služba. Jiný kontakt obyvatel Fioriny s okolním světem není, stejně tak v blízkosti stanice neexistuje vesmírné plavidlo, které by umožňovalo se z Fioriny vzdálit.
Vzhledem k omezeným možnostem z vězení uprchnout (žádná permanentně přistavená kosmická loď na povrchu a hostilní podmínky mimo kolonii), i vzhledem k tomu, že si to žádný z vězňů nepřeje (z titulu náboženství, které vyznává), ztrácejí mříže na fiorinské kolonii svůj význam. Vězňům je víceméně umožněn pohyb po celém zařízení. V kolonii se však nenacházejí žádné střelné zbraně (z pochopitelných důvodů).

### Obyvatelé Fioriny
V době, kdy záchranný modul z lodi Sulaco spadne do moře poblíž zařízení Weyland-Yutani, Fiorinu obývá už jenom cca 25 vězňů. Pořádek a hlavní slovo nad nimi má velitel kolonie, jemuž sekunduje zástupce (zvaný „85“). O zdraví vězňů se stará doktor Clemens.

### Stav kolonie v době, kdy se film odehrává
Původní obrovská zařízení pro tisíce vězňů (a mnoho kilometrů podzemních chodeb) jsou nyní z drtivé většiny nevyužity, v mnoha z nich je vypnut nebo nefunguje proud, protipožární systém, hlasová komunikace pomocí vysílaček, klimatizace, někde dokonce není ani osvětlení. Kamerový systém je v té době již několik let nefunkční, celé zařízení i přes určitou údržbu, kterou mu vězni věnují, pomalu chátrá (např. v dolních patrech podzemí se množí vši, což je důvod, proč mají všechny postavy oholené hlavy). Dá se dokonce říct, že v některých aspektech je zařízení pod úrovni dnešní současnosti (vězni si např. v některých částech kolonie svítí voskovými svíčkami).